# Lennart af Petersens
Lennart af Petersens (6. října 1913 Kristianstad – 2004 Stockholm) byl švédský fotograf. Pracoval hlavně jako dokumentarista Stockholmu pro Stockholmské městské muzeum. V roce 2003 založil ocenění Lennart af Petersens pris.

## Životopis

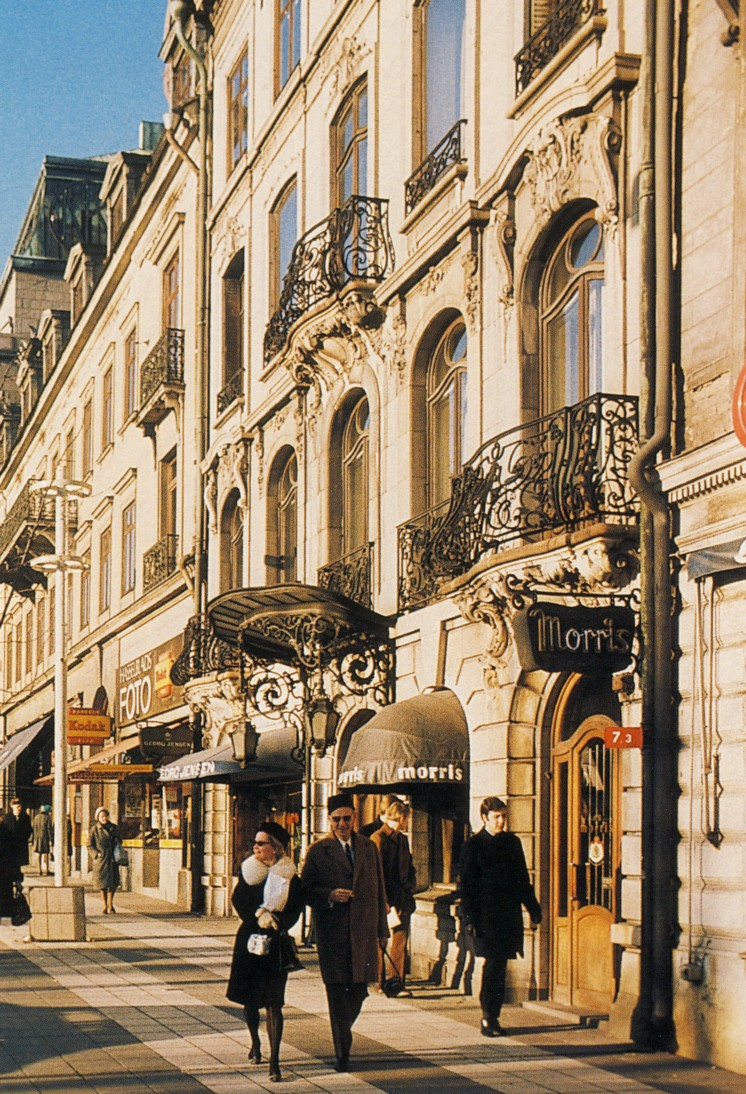
Sagerův dům, 1968

Lennart af Petersens získal vzdělání v Kodani od roku 1935 do roku 1936 u fotografa Hermana Bentheho.
Krátce nato přišel do Stockholmu a získal pozici u známého fotografa Arne Wahlberga, kde se v podstatě naučil, jak zvládnout šedou stupnici černobílé fotografie. V roce 1938 dostal svůj první úkol od Švédské turistické asociace (STF). „Vezměte si kolo, sbalte si kufr a fotografujte Gotland“, tak znělo první pracovní pozvání redaktora a fotografa Gösty Lundquista a STF pak dávala Petersenovi fotografický úkol každé léto.
Během druhé světové války pracoval Petersens jako vědecký fotograf v Severském muzeu a v roce 1942 se stal zaměstnancem Městského muzea ve Stockholmu, kde pracoval 35 let a dokumentoval mimo jiné proměnu města podle norrmalmských předpisů, vůči nimž byl stejně jako mnozí během své doby kritický. Další rozsáhlou dokumentaci zhotovil v Římě s dánským architektonickým historikem Christianem Ellingem.
Od roku 2003 město Stockholm každé dva roky vyhlašuje vítěze fotografického ocenění ve jménu Lennarta af Petersena a nejlepší z nich dostane 100 000 SEK.

## Galerie

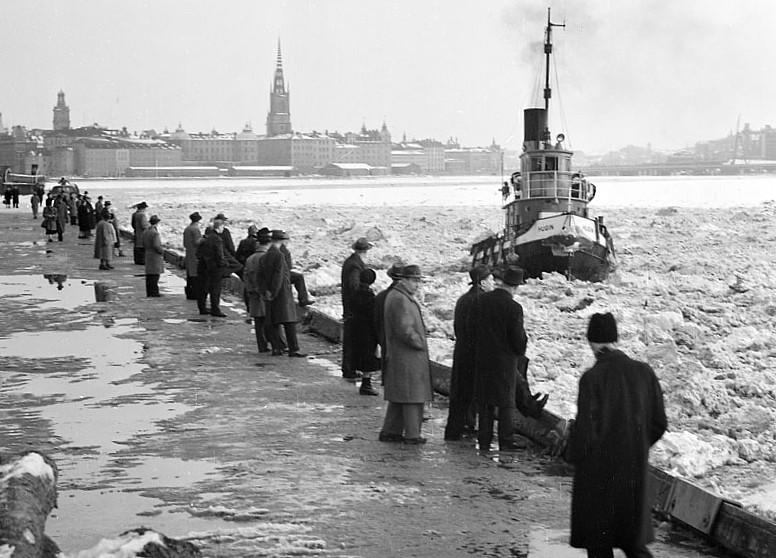
Riddarfjärden 1939
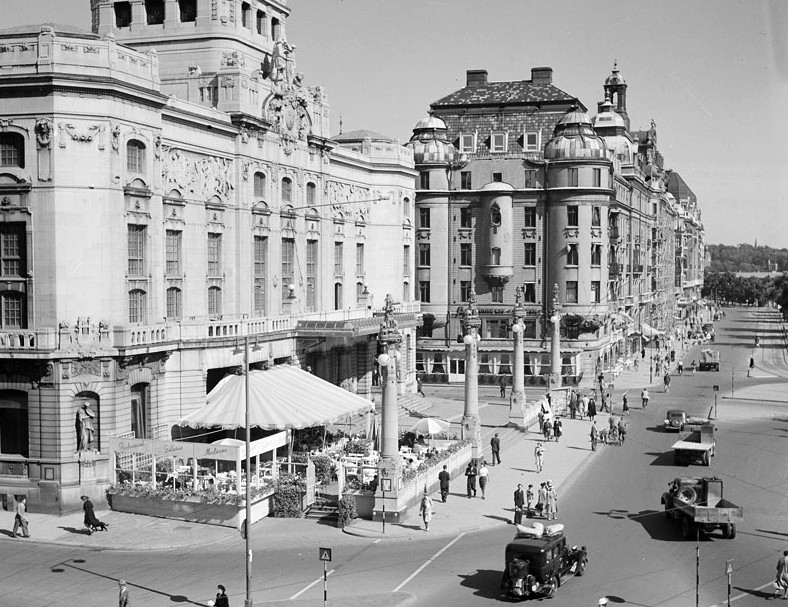
Dramaten, 1940–1950
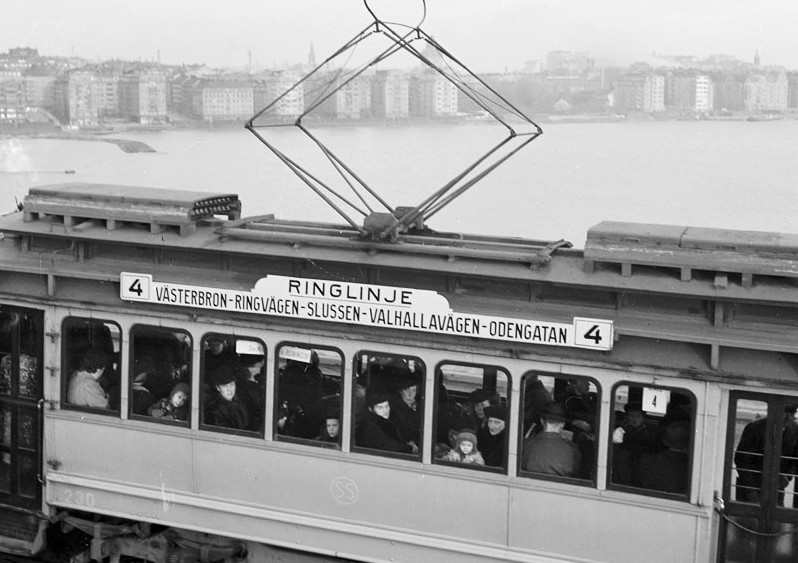
Tramvaj na Ringlinjenu, Västerbron, 1940–1950
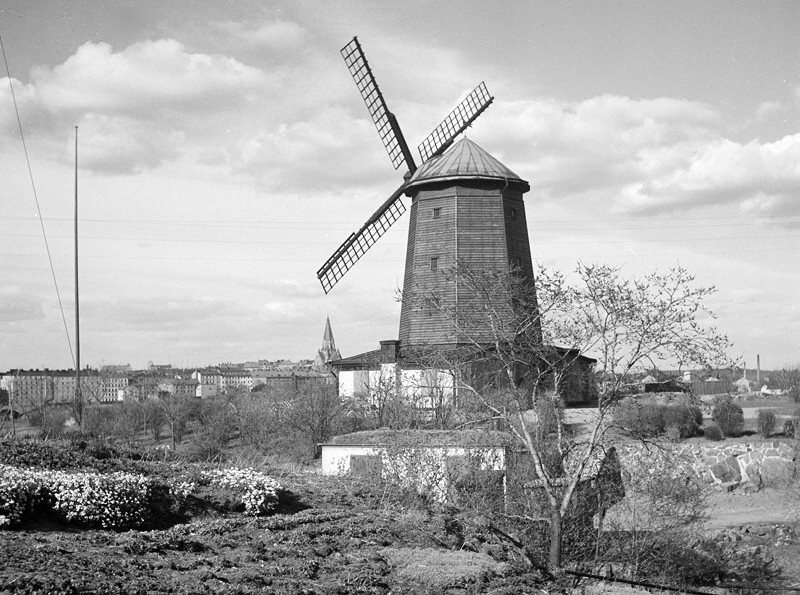
Skanskvarn 1943
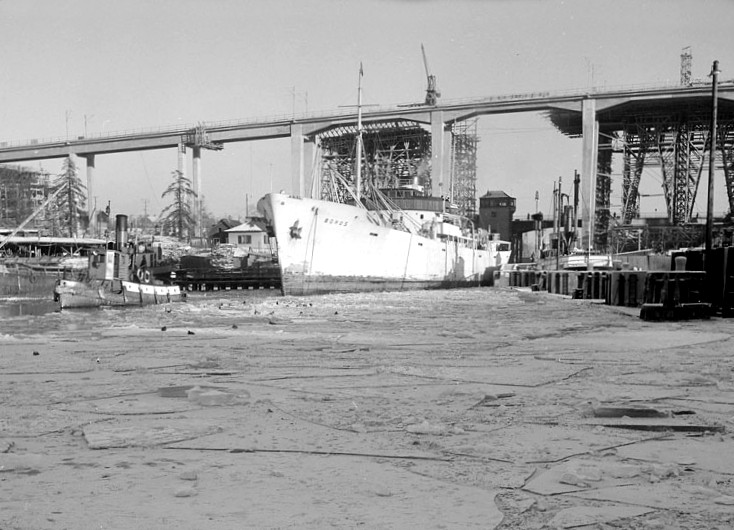
Skanstullsbron 1944
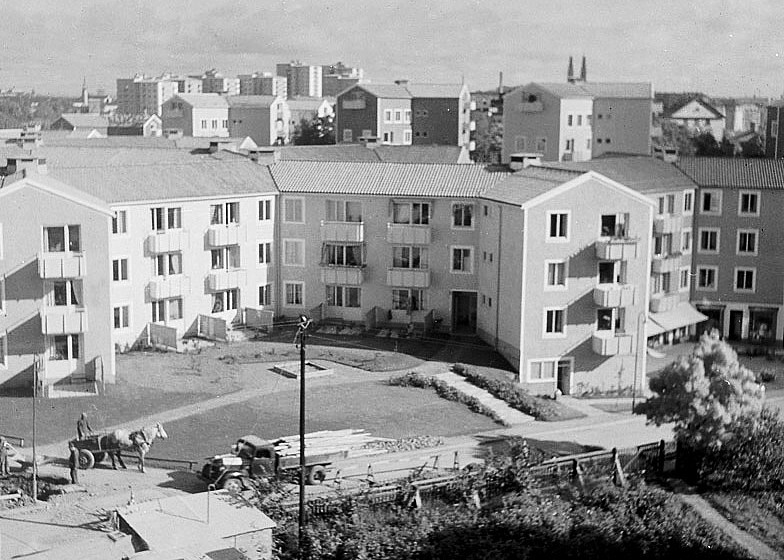
Stjärnhusen, Gröndal 1946
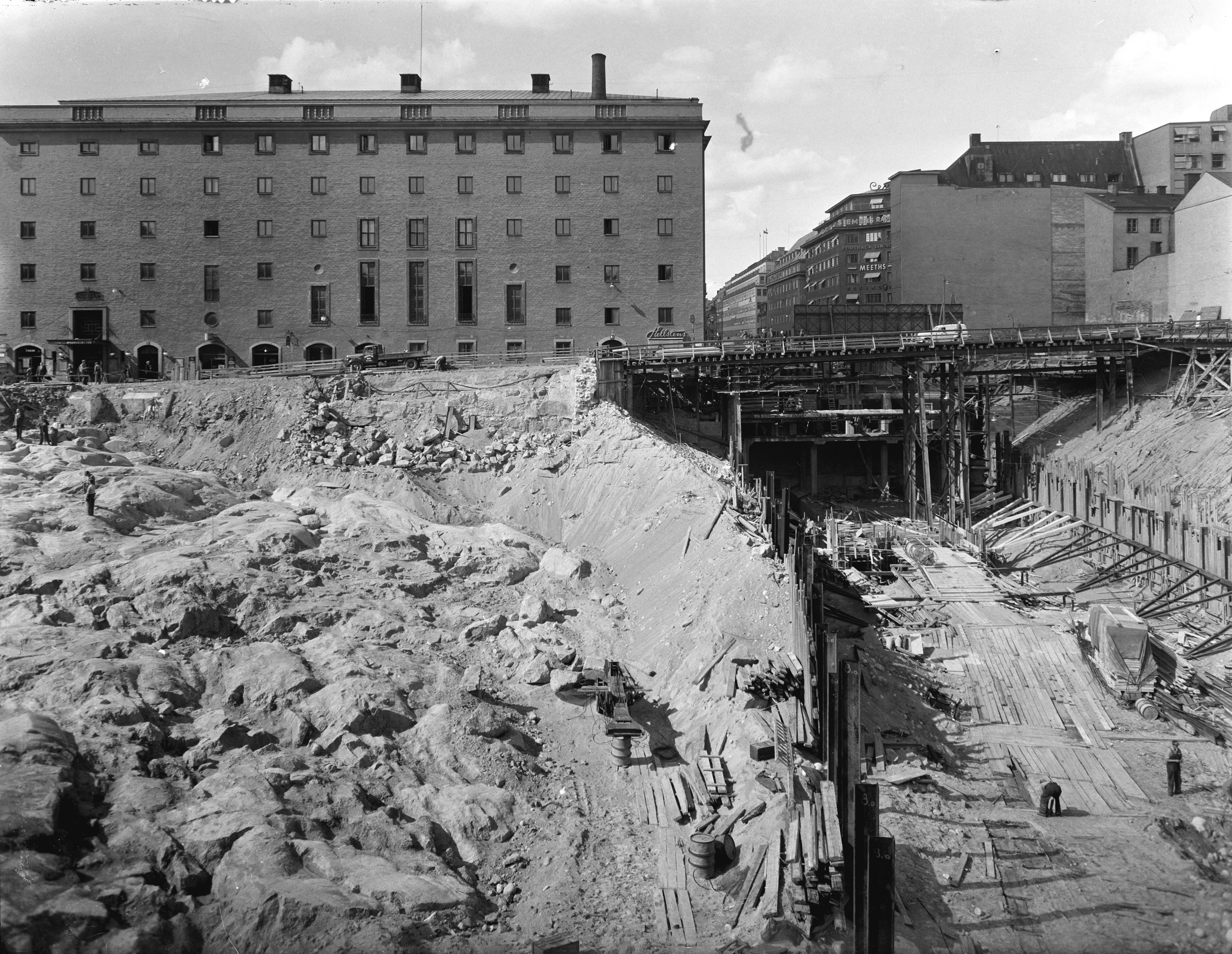
Riksgropen 1954
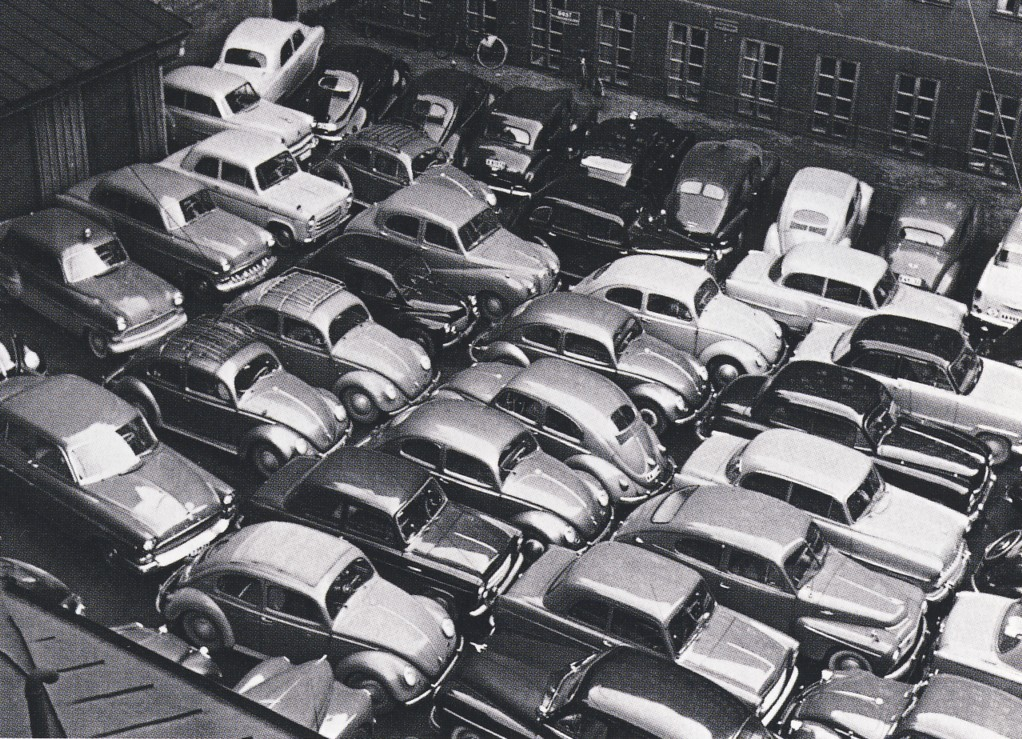
Parkování na dvoře Televerkets hus, 1956
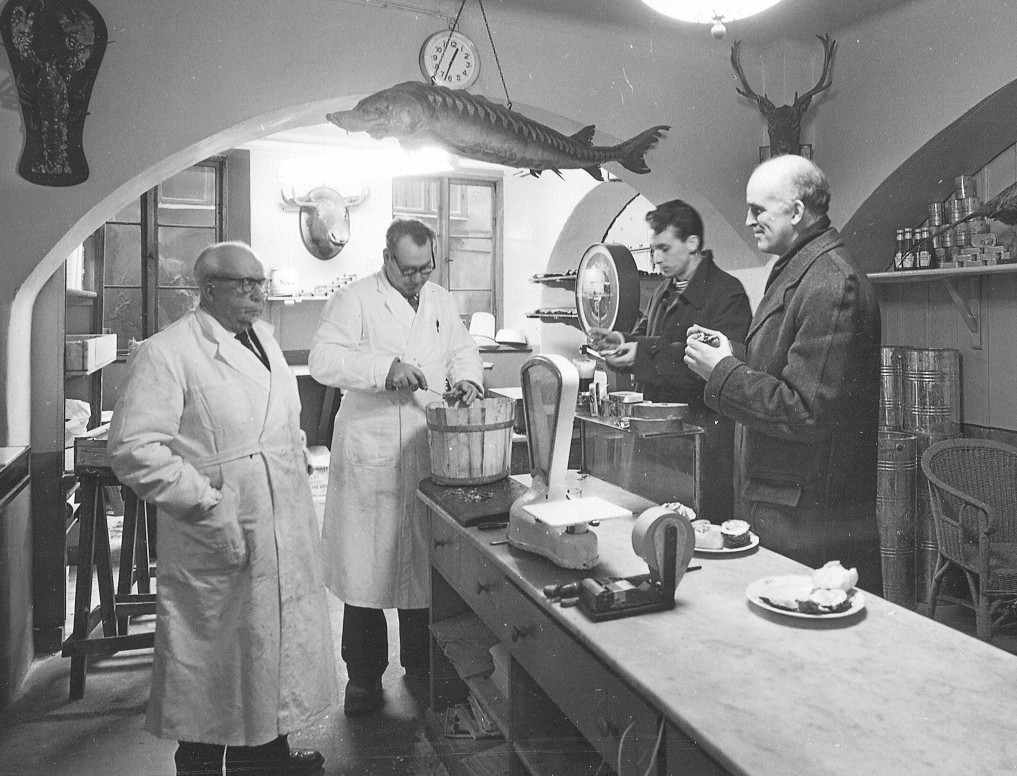
Lennart af Petersens (zcela vpravo) v herním obchodě A.G. Bergfalk & Co. Vilthandel na adrese Stora Gråmunkegränd 3
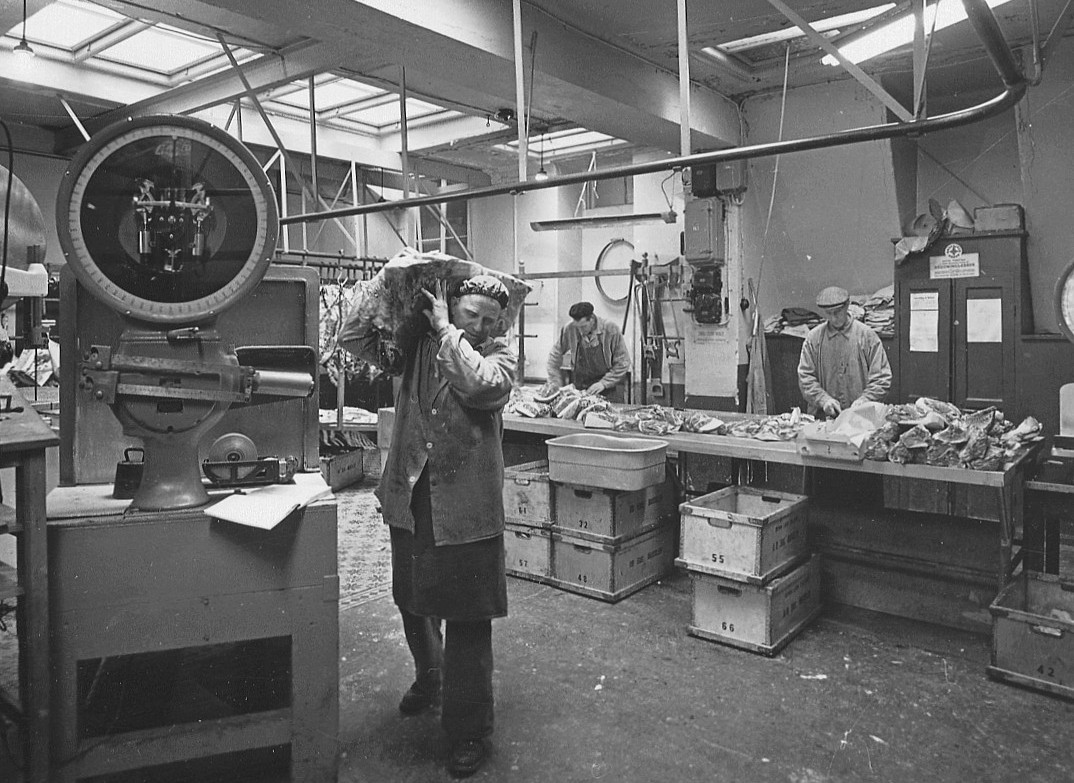
AB Eug. Bussler, velkoobchodník s masem na Munkbrogatan, 1959
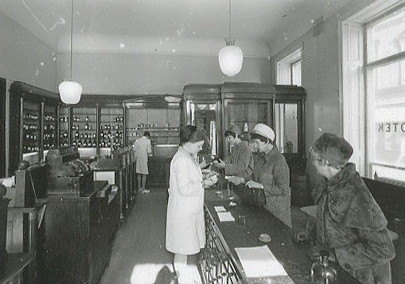
I Apoteket Ängeln, Kornhamnstorg, 1959
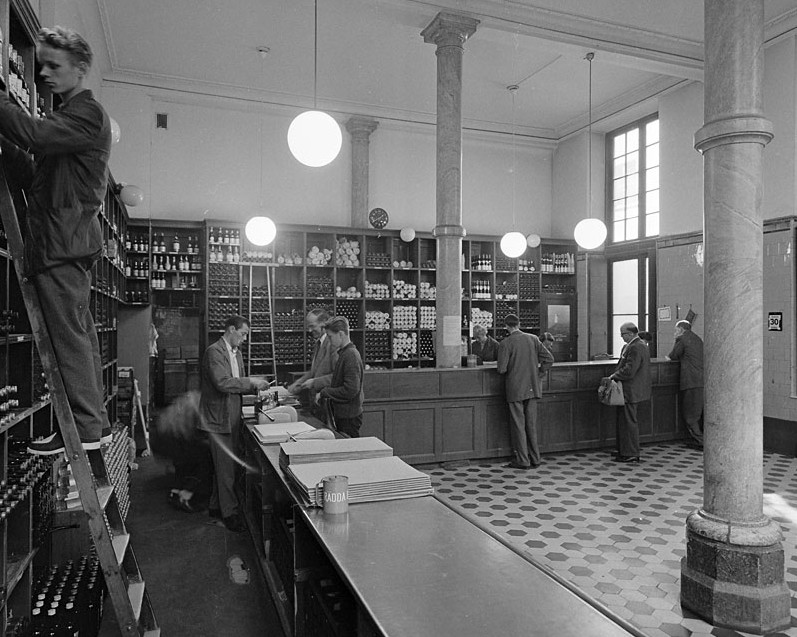
Systembolaget på Trångsund 12, 1960–1970

## Ceny a ocenění
- 1978 – Literární cena dětí
- 2005 – Švédská cena za fotografickou publikaci